# Ítalo Ferreira
Ítalo Ferreira (Baía Formosa, 6 de maio de 1994) é um surfista profissional brasileiro que está na ASP World Tour desde 2015. Em 2021 sagrou-se o primeiro campeão olímpico da história do surfe, recebendo a medalha de ouro ao derrotar o japonês Kanoa Igarashi nos Jogos Olímpicos de Verão de 2020 em Tóquio. Em 2019 já havia sagrado-se campeão do WSL, o maior campeonato mundial de surfe. Venceu a grande final em Pipeline, no Havaí, contra o tricampeão Gabriel Medina, tornando-se o terceiro brasileiro a vencer o campeonato mundial. Conquistou o quarto título para o Brasil na competição. 𝕚𝕕𝕚𝕚𝕤𝕛𝕤

## Títulos
Ítalo Ferreira foi o primeiro surfista no mundo a receber a medalha de ouro pelo esporte, nos Jogos Olímpicos, além do grande título mundial do WSL 2019. Ítalo Ferreira tem ainda em seu histórico dois títulos do Campeonato de Juniors, sendo campeão do Quiksilver Pro Rio Junior e do Mormaii Pro Junior em Garopaba, ambos no Brasil. Em 2014 foi campeão da SuperSurfe, sendo considerado o campeão brasileiro, e foi o vice-campeão no Moche Rip Curl pro Portugal 2015, perdendo para Filipe Toledo. Ainda em 2015 ganhou o titulo simbólico de melhor estreante do ano. Três anos depois, foi campeão da etapa Rip Curl Bells Beach 2018, derrotando Mick Fanning na final. Nesse mesmo ano, com excelente performance, foi campeão da etapa de Keramas, assumindo a liderança do circuito.[carece de fontes?]
Em dezembro de 2022, foi condecorado pelo governo brasileiro com a Ordem de Rio Branco, no grau de Comendador.

## Olimpíadas de Tóquio

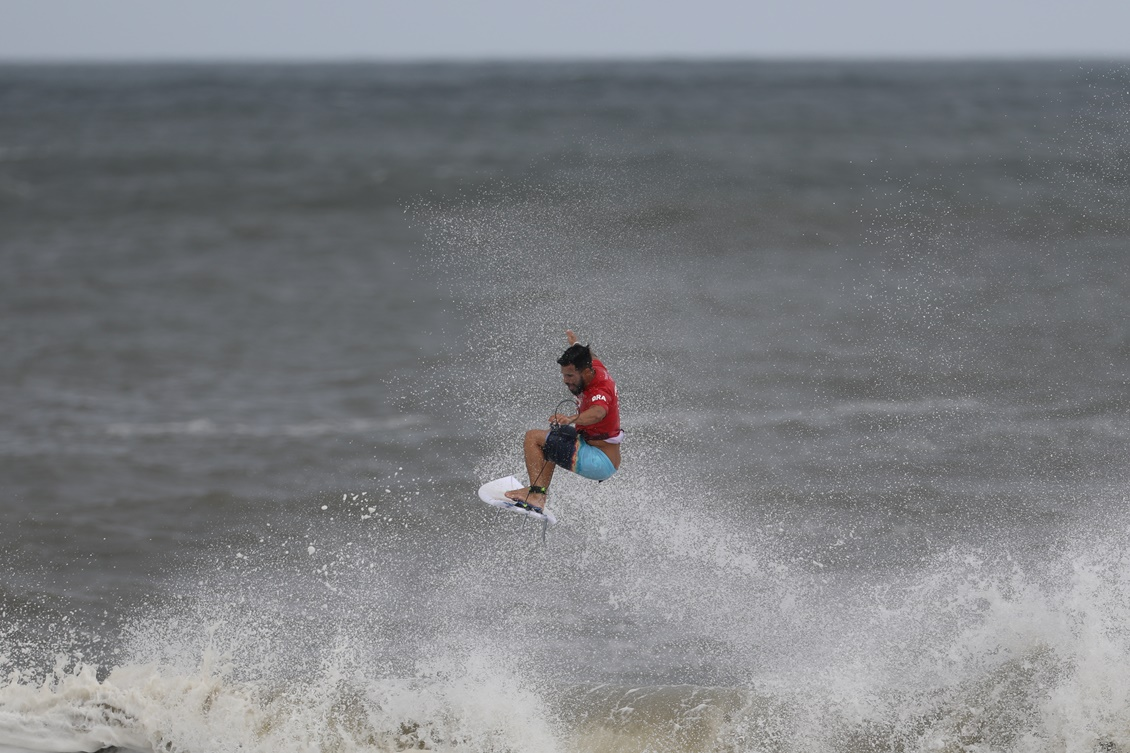
Olimpíadas 2020.

Em 27 de julho de 2021, aos 27 anos de idade, Ítalo Ferreira conquistou  a medalha de ouro nas Olimpíadas 2020 em Tóquio. Foi o ano de estreia do surfe como esporte olímpico. Também foi a primeira medalha de ouro do Brasil na edição. Na etapa final da competição ele venceu o japonês Kanoa Igarashi por 15,14 contra 6,60 numa bateria que começou tensa, com Ítalo quebrando a prancha mas conseguindo rapidamente se recuperar e crescer, pegando boas ondas. A competição aconteceu em Tsurigasaki Beach, em Chiba.

Em entrevista após receber o título, Ítalo não segurou o choro. A entrevista foi concedida ao repórter Guilherme Pereira, da TV Globo.
"Eu vim com uma frase para o Japão: diz amém que o ouro vem. Eu treinei muito nos últimos meses, mas só tenho que agradecer a Deus por tudo isso. Meu intuito é ajudar as pessoas e as famílias. Eu queria que a minha avó estivesse viva para ver isso. Sou muito feliz pelo que me tornei, pelo que fiz pelos meus pais. Sempre pedi para que esse sonho fosse realizado e ele aconteceu", declarou Ítalo Ferreira, o primeiro campeão olímpico do surfe.

## Vida pessoal
Ítalo nasceu em uma família humilde no município litorâneo de Baía Formosa, no Rio Grande do Norte (onde mora até hoje),e começou a surfar usando como prancha a tampa da caixa de isopor onde seu pai, na época pescador, guardava os peixes.

## Fora do Surfe
Em 5 de julho de 2023, Bridgestone lançou série em HQ que conta a história de Italo Ferreira. Casteluber, Sports Marketing & Athlete’s Manager da IF15 e VMLY&R são as empresas responsáveis, a série de HQs tem ilustrações assinadas por Renato Cunha e são feitas artesanalmente. A série é intitulada Os Caminhos da Lenda.
Acho que toda criança já se imaginou fazendo parte de uma história em quadrinhos, ainda mais de super herói. Eu gosto muito de arte, música e sempre tive pranchas personalizadas com desenhos e pinturas. Acho que é uma forma de eu me expressar também. Então pra mim é sensacional ver tudo o que conquistei no surfe sendo contado dessa forma pela Bridgestone— disse Italo Ferreira.